# Szebb Jövőt!
Szebb Jövőt je hudební album skupiny Kárpátia. Vydáno bylo v roce 2009.

## Seznam skladeb
1. Lóra termett (3:17)
2. Szép helyek (3:01)
3. Látod, hazám (3:10)
4. Isten veled (2:58)
5. Piszkos Fred (2:22)
6. Ballada (4:08)
7. Falu rossza (2:05)
8. Esküszünk, mi székelyek (3:13)
9. Verbunk (3:24)
10. Vadász (3:21)
11. Civitas Fortissima (3:23)
12. Varjúdombi köszöntő (2:39)
13. Kun Miatyánk (3:17)